# Бусенко Олександр Трохимович
Олекса́ндр Трохи́мович Бусе́нко (народився 7 грудня 1936 року в селі Рожнівка Ічнянського району) український науковець. Доктор біологічних наук, професор кафедри технології виробництва молока та яловичини Національного університету біоресурсів і природокористування.

## Наука
Опублікував понад 100 наукових праць, в тому числі — підручники з технології виробництва продукції тваринництва для підготовки фахівців сільськогосподарських спеціальностей в аграрних вищих навчальних закладах.